# 巴歇尔 (北达科他州)
巴歇尔（英語：Parshall），是美国北达科他州下属的一座城市。根据2010年美国人口普查，该市有人口903人。2011年估计该市有人口957人，相对于2010年，增长率为5.98%。